# トレンチ調査 (地質学)

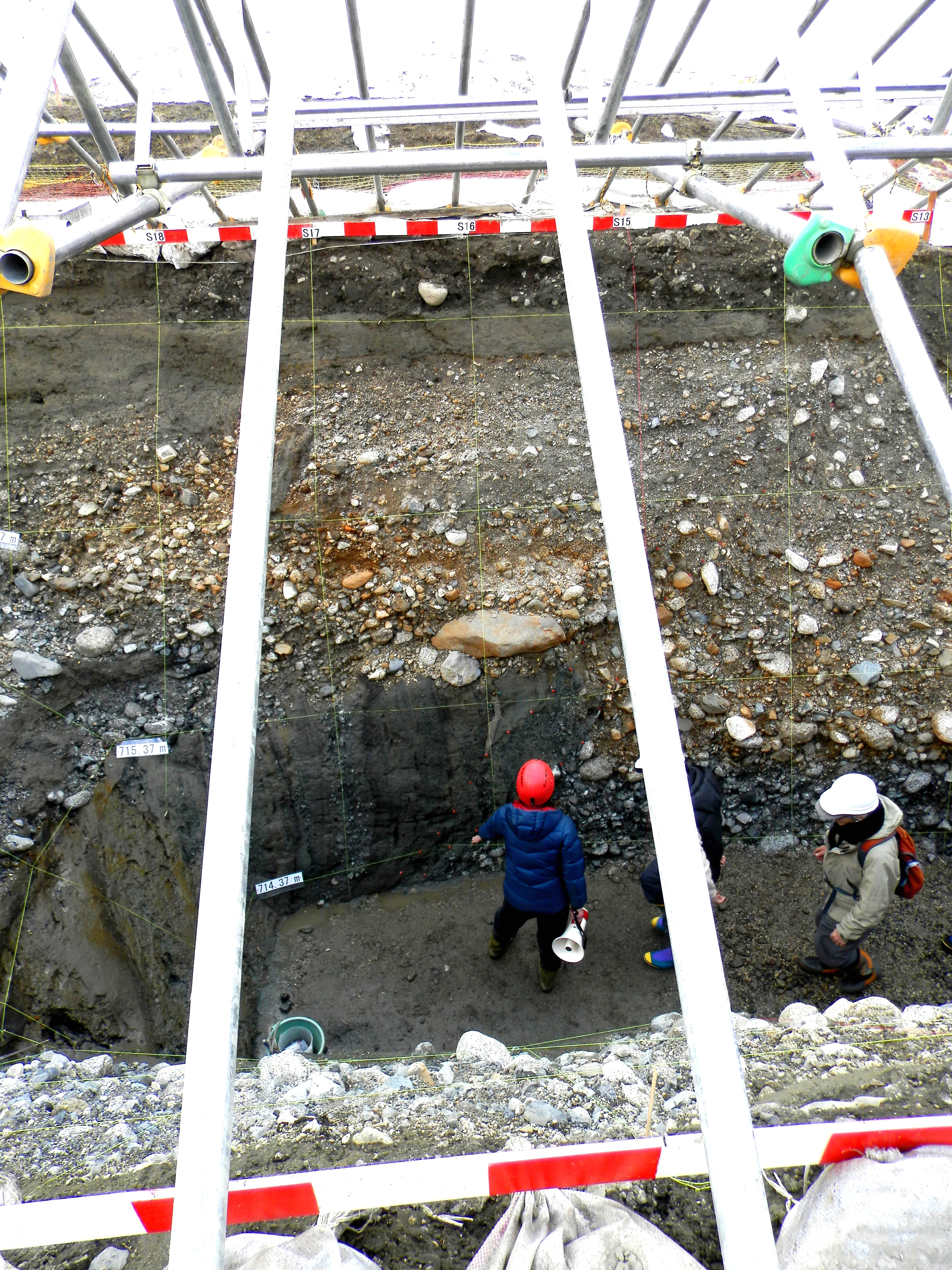
長野県の神城断層におけるトレンチ調査、2015年3月。2014年11月に発生した長野県神城断層地震の震源断層。

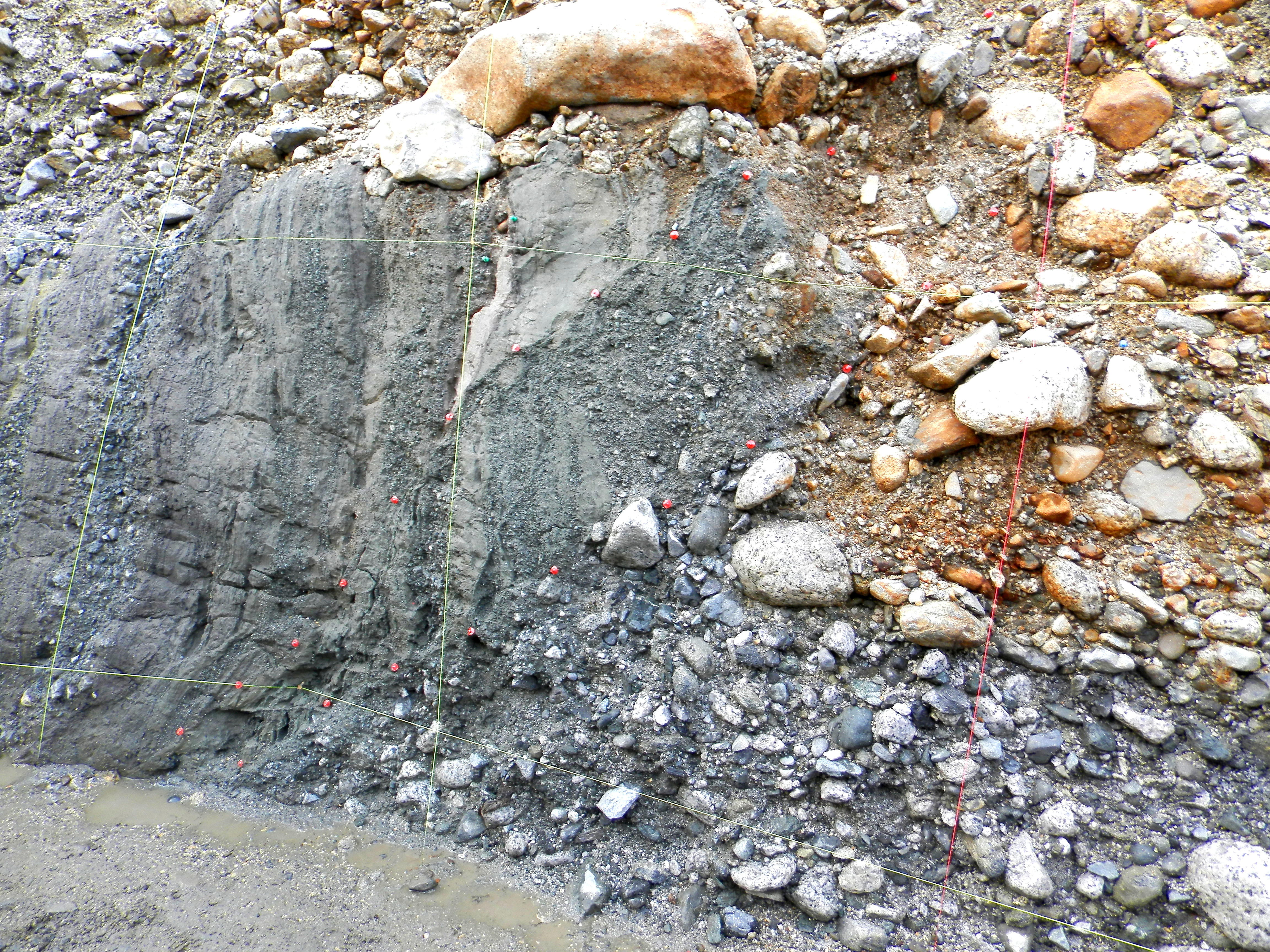
神城断層のトレンチ南面

地質学におけるトレンチ調査（トレンチちょうさ）は、活断層の過去の活動の様子や変位量を調べるために、活断層の通過地点やその活動があったと予測できる地点において、深さ約数メートル（十〜数十メートルになることもある）程度の溝（トレンチ）を掘り、その壁面にみられる地層の綿密な観察を行うことである。

## 用途
トレンチ調査は特に過去に起きた地震の年代を調べるための方法として用いられることが多い。活断層が動いたことによって切断されたり、変形したりした地層の上に堆積する土砂などは水平である。この現象により、切断・変形した地層と水平な地層が入り混ざることになり、変形した地層の年代と水平な地層の年代を調べることで、それぞれの年代の間に地震が発生したということが分かる。

## 歴史
トレンチ調査が過去の断層の活動を調べる上で有効であると認識され始めたのは、アメリカで1970年代末である。これ以前にもトレンチ調査を行ったという事例はあったが、1970年代末、当時スタンフォード大学の学生であったケリー・シーがカリフォルニア州南部のパレットクリーク（Pallett Creek）で、サンアンドレアス断層を横切ってトレンチを掘り、9回の地震の証拠を見つけ、各地震の年代測定を行った。ケリー・シーの行ったこの調査によって、地震の証拠が地層から見つけることができるという事実が広まり、地質学的に地震の年代を決定できる可能性が示された。これ以後、地震の発生年代を調べる方法としてトレンチ調査が各地で行われるようになり、日本では、1978年に鳥取県の鹿野断層で初のトレンチ調査が行われた。

## 問題点
第一に、一か所のトレンチ調査で調べたい断層帯の情報をどの程度まで得ることができるのかということである。断層は一本の連続した線で形成されているわけではなく、複数の断層線がひとつの断層帯を形成している場合が多い。そして、一回の地震で全ての断層線が動くわけではない。ゆえに、一か所のトレンチ調査で分かるのは一本の断層線の情報であって、その情報が断層帯全体の情報としてどれだけを占めているかはまた別に検証される必要がある。
第二に、地層の構造からどれほど正確に断層の活動の情報を読み取ることができるかということである。トレンチの壁面の観察には、肉眼だけでは決して精度が高いとは言えない。そこで、肉眼による観察以外の新しい地層分析の技術が求められている。
第三に、地層の年代決定の問題が挙げられる。地層年代の決定に用いられる方法は、地層中に含まれる生物起源の炭素の同位体比（炭素12と炭素14の比）を測定する方法、年代のわかっている火山灰を地層中から見つけ出す方法、土器などの遺物を見つける方法などがあるが、このうちで一般的なのが放射性炭素年代測定法である。これは十分な試料が得られないことが問題として挙がっていたが、加速器質量分析計を用いた方法が普及し始めたことで微量の炭素物でも年代測定が可能となった。しかし、放射性炭素年代測定法の問題点として誤差について挙げられる。ここ300年で大気中の炭素の同素体比が大きく変化したことより、300年よりも若い試料の年代測定はほぼ不可能とされている。しかし、試料が採取できないなどといったことによる誤差の方がはるかに大きいのが現状である。
第四に調査適地の選定の問題がある。トレンチ調査を行うにあたり、その調査適地とされる条件として、断層の位置を数メートルの精度で見つけ出さなければならないということや過去の数千年間の堆積物が連続して堆積していることなどがあるように、トレンチ調査の調査適地の選定は容易ではない。そこで、調査適地がない場合や、通常のトレンチでは断層に届かないといったような場合には、ボーリング調査や反射法探査が併用され、断層が湖や海底に延びている場合は、音波調査やコアリング調査が行われる。